# Juventude Franciscana
A Juventude Franciscana (Jufra) é a divisão juvenil da Ordem Franciscana Secular, que surgiu em 1950 na Itália e se divide em três segmentos por faixa etária: micro-Jufra (entre os 9 e os 12 anos), mini-Jufra (entre os 12 e os 15 anos) e a Jufra propriamente que acolhe os jovens entre 15 e 30 anos. 
Tendo a ordem caráter secular, seus integrantes (jufristas) não precisam viver em mosteiros, conventos ou claustros, pois sua vocação é viver normalmente entre as outras pessoas (ou "no século") e, portanto, podem se casar e ter filhos. Porém, devem procurar viver em obediência ao Evangelho, como o fez São Francisco de Assis.
Sua padroeira é Santa Rosa de Viterbo.
A Juventude Franciscana representa, portanto, um luminoso ideal de vida, que assumis de maneira responsável através da «Promessa». Indispensável para realizar este ideal é cultivar uma relação viva com Cristo, através duma intensa vida sacramental, e sobretudo mediante uma constante referência à Eucaristia, tão amada pelo Pobrezinho de Assis". (São João Paulo II, Papa).
No Brasil, a Jufra completou em 2011, 40 anos de atuação.